# گریس هندرسون
گریس هندرسون (انگلیسی: Grace Henderson؛ ۱ ژانویه ۱۸۶۱ – ۳۰ اکتبر ۱۹۴۴) یک هنرپیشه اهل ایالات متحده آمریکا بود.
از فیلم‌هایی که وی در آن نقش داشته است می‌توان به محتکر گندم (۱۹۰۹) به کارگردانی دی. دبلیو. گریفیث، سیاه و سفید (۱۹۱۳) و برای پسرش (۱۹۱۲)، اشاره کرد.
گریس هندرسون در ۱۹۴۴ میلادی در سن ۸۳ سالگی در بیمارستانی در برانکس درگذشت.